# Efeito Barnett
O efeito Barnett consiste no surgimento de uma ligeira magnetização numa amostra inicialmente desmagnetizada, quando é posta a girar em alta velocidade ao redor do próprio eixo.

## Projeção matemática
A magnetização ocorre paralelamente à linha central da rotação.com γ = razão giromagnética para o material, χ = susceptibilidade magnética.:{\displaystyle M=\chi \omega /\gamma \ ,}

## Descoberta
O efeito foi descoberto pelo físico Samuel Jackson Barnett através de pesquisas das interações do eletromagnetismo. A descoberta ocorrera em 1915, porém o físico americano fora motivado por uma previsão de Owen Richardson em 1908 acerca de um efeito considerado oposto e designado Efeito Einstein-de Haas.